# 1955–1960-as Európa-kupa
Az 1955–1960-as Európa-kupa az Európa-kupa történetének hatodik és egyben utolsó kiírása volt. A sorozatban Ausztria, Csehszlovákia, Magyarország, Olaszország és Svájc válogatottjai mellett Jugoszlávia is képviseltette magát. 
A kupát a csehszlovák labdarúgó-válogatott nyerte el, története során első alkalommal.

## A végeredmény
| Csapat        | M  | Gy | D | V | Rg | Kg | Át   | P  |
| ------------- | -- | -- | - | - | -- | -- | ---- | -- |
| Csehszlovákia | 10 | 7  | 2 | 1 | 24 | 14 | 1.71 | 16 |
| Magyarország  | 10 | 6  | 3 | 1 | 34 | 16 | 2.13 | 15 |
| Ausztria      | 10 | 4  | 3 | 3 | 21 | 21 | 1.00 | 11 |
| Jugoszlávia   | 10 | 3  | 3 | 4 | 21 | 13 | 1.62 | 9  |
| Olaszország   | 10 | 2  | 3 | 5 | 12 | 21 | 0.57 | 7  |
| Svájc         | 10 | 0  | 2 | 8 | 10 | 37 | 0.27 | 2  |

## Kereszttáblázat
|               | AUS | CSE | JUG | MAG | OLA | SVÁ |
| ------------- | --- | --- | --- | --- | --- | --- |
| Ausztria      | XXX | 2-2 | 2-1 | 2-2 | 3-2 | 4-0 |
| Csehszlovákia | 3-2 | XXX | 1-0 | 1-3 | 2-1 | 2-1 |
| Jugoszlávia   | 1-1 | 1-2 | XXX | 1-3 | 6-1 | 0-0 |
| Magyarország  | 6-1 | 2-4 | 2-2 | XXX | 2-0 | 8-0 |
| Olaszország   | 2-1 | 1-1 | 0-4 | 1-1 | XXX | 3-0 |
| Svájc         | 2-3 | 1-6 | 1-5 | 4-5 | 1-1 | XXX |

## Díjak
| 1955–1960-as Európa-kupa bajnoka: |
| --------------------------------- |
| CSEHSZLOVÁKIA 1. cím              |

## Gólszerzők
| 7 gólos - Tichy Lajos 5 gólos - Jiří Feureisl - Anton Moravčík - Puskás Ferenc 4 gólos - Erich Probst - Todor Veselinović - Czibor Zoltán - Kocsis Sándor 3 gólos - Hans Buzek - Alfred Körner - Ladislav Přáda - Miloš Milutinović - Bernard Vukas - Machos Ferenc - Roger Vonlanthen Öngól - Mario Bergamaschi (Jugoszlávia ellen) - Rolf Magerli (Olaszország ellen) - ? (Magyarország ellen) - (angolul) |